# NGC 1653
NGC 1653 is een elliptisch sterrenstelsel in het sterrenbeeld Eridanus. Het hemelobject werd op 1 februari 1786 ontdekt door de Duits-Britse astronoom William Herschel.

## Synoniemen
- PGC 15942
- UGC 3153
- MCG 0-13-3
- ZWG 394.2